# 希望
- 關於世界语歌曲La Espero，請見「La Espero」。
- 關於以色列国歌，請見「希望 (歌曲)」。
- 關於2007年電影，請見「希望 (2007年电影)」。

希望是形容一种情绪的术语，这种情绪是一个人对与其生命相关的事件，环境等因素所表现出来的一种积极的感情产出。希望意味着一定程度上的不屈不挠，也就是说当一个人抱有希望时，他也会相信一些积极的东西会成为现实，即使此时有不少与之相反的事物发生。
希望也可以指某个人想做某事，且这种事情有一定機率成功。
在希臘神話中，希望是潘多拉盒子中最後留下的東西。

## 希望理論
查爾斯·斯耐德是正向心理學的專家，研究了希望和寬恕如何影響生活的各個方面，例如健康，工作，教育和個人意義。斯奈德認為希望的思考有三點主要部份構成：
- 目標：以目標導向的方式生活。
- 策略和方法：尋找實現目標的不同方法。
- 動機或意志力：相信可以促成變革並實現這些目標。

查爾斯·斯耐德提出了一個《希望感量表》，它認為一個人實現自己的目標的決心就是他們的希望感。查爾斯·斯耐德區分成人的希望量表和兒童的希望量表。查爾斯·斯耐德的《成人希望感量表》包含12個問題。4個測量《策略》，4個測量《動機》，還有4個只是填充物。每個受試者使用8分制的量表回答每個問題。
查爾斯·斯耐德認為，心理治療可以利用對達到目標的默契知識，幫助將注意力集中在一個目標上。同樣地，存在著希望的前景和對現實的把握，將無希望，遺失的希望，虛假的希望和真實的希望區分開來，它們在觀點和現實主義方面有所不同。
| 希望   | 外表 | 渴望                             | 堅定                               |
| 希望   | 外表 | 希望的外表 扭曲的現實 虛假的希望 | 希望的外表 準確的現實 真正的希望   |
| 懷疑的 | 外表 | 無希望 無希望的外表 扭曲的現實   | 遺失的希望 無希望的外表 準確的現實 |
| 無希望 | 外表 | 無助                             | 投降                               |
|        |      | 掌握現實                         |                                    |
|        |      | 不知情的 扭曲的 被拒絕           | 知情的 準確的 被同化               |